# Adam Milne
Adam Fraser Milne (* 13. April 1992 in Palmerston North, Neuseeland) ist ein neuseeländischer Cricketspieler der seit 2010 für die neuseeländische Nationalmannschaft spielt.

## Aktive Karriere

### Anfänge in der Nationalmannschaft
Milne gab sein First-Class-Debüt im März 2010 für die Central Districts. Durch seine guten Leistungen dort, wie auch im Twenty20-Team der Central Districts, sowie seine schnellen Bälle machten ihn für die Selektoren der Nationalmannschaft interessant. Sein Debüt in der Nationalmannschaft gab er dann in der Twenty20-Serie gegen Pakistan im Dezember 2010. Jedoch konnte er sich zunächst nicht im Team etablieren. Er war im Gespräch für den Cricket World Cup 2011, wurde jedoch nicht nominiert. Erst im Vorlauf zum ICC World Twenty20 2012 wurde er wieder ins Team genommen und für die Weltmeisterschaft nominiert. Jedoch verblieb er im einzigen Spiel, das er dort bestritt, wicketlos. Daraufhin gab er auch sein Debüt im ODI-Cricket bei der Tour in Sri Lanka im November 2012. Jedoch zog er sich kurz darauf eine Achillessehnenverletzung zu und musste so längere Zeit aussetzen. So kam er erst im November 2013 wieder ins Team zurück. Im Sommer 2014 verletzte er sich erneut, unter anderem am Ellenbogen, so dass er abermals längere Zeit aussetzen musste. Zurück im Dezember 2014 wurde er für den Cricket World Cup 2015 berufen. Dort gelangen ihm im Eröffnungs-Spiel gegen Sri Lanka zwei Wickets (2/56), doch verletzte er sich im Viertelfinale gegen die West Indies am Fuß und schied für das verbliebene Turnier aus. Er sollte auch für die Royal Challengers Bangalore in der Indian Premier League 2015 spielen, musste aber auch die Verletzt absagen. Erst im September des Jahres kam er dann wieder zurück ins Nationalteam. 
Bei der Tour gegen Pakistan im Januar 2016 erreichte er in den Twenty20s ein Mal vier (4/37) und ein Mal drei (3/8) Wickets. In der ODI-Serie folgte dann noch einmal 3 Wickets für 49 Runs. Daraufhin wurde er für den ICC World Twenty20 2016 nominiert und erzielte dort gegen Pakistan 2 Wickets für 26 Runs. Doch erlitt er im Nachgang eine Oberschenkelverletzung und verpasste abermals die Indian Premier League. Dem folgte einen Ellenbogenverletzung und so dauerte es fast ein jahr, bis er wieder ins Nationalteam zurückkehrte. Er wurde für die ICC Champions Trophy 2017 nominiert und konnte dort gegen Gastgeber England 3 Wickets für 79 Runs erzielen. Doch verletzte er sich im Dezember abermals am Fuß und musste längere Zeit aussetzen. Er erhielt zwar noch einmal einen Einsatz im Nationalteam im Oktober 2018, doch verblieb er zunächst vorwiegend im nationalen Cricket. 

### Verletzungen werfen ihn zurück
Im März 2019 sorgte eine weitere Verletzung dafür, dass er sich aus der Indian Premier League 2019 zurückziehen musste. Auch verlor er kurz darauf seinen Vertrag mit dem neuseeländischen Verband. Im März 2021 kehrte er ins Team zurück und wurde dann für den ICC Men’s T20 World Cup 2021 als Ersatz nominiert. Dort kam er dann nach der Verletzung von Lockie Ferguson früh zum Einsatz und erzielte im Turnier insgesamt drei Wickets. Im Sommer 2022 verletzte er sich erneut mit einer Achillesverletzung. Im Oktober war er wieder zurück im Team und erzielte bei einem heimischen Drei-Nationen-Turnier 3 Wickets für 24 Runs gegen Bangladesch. Jedoch wurde er nicht mehr Fit genug für den ICC Men’s T20 World Cup 2022. Nach dem Turnier erzielte er in der ODI-Serie gegen Indien 3 Wickets für 57 Runs.
Im April gelang ihm bei der Twenty20-Serie gegen Sri Lanka im zweiten Spiel 5 Wicket für 26 Runs, wofür er als Spieler des Spiels ausgezeichnet wurde. Daraufhin erhielt er nach fünf Jahren wieder einen zentralen Vertrag mit dem neuseeländischen Verband. Nachdem er sich Anfang September verletzt hatte, wurde er nicht im Kader für den Cricket World Cup 2023 berücksichtigt. Zum Beginn der Saison 2023/24 konnte er in Bangladesch 4 Wickets für 34 Runs in den ODIs erreichen. Im Januar erzielte er in der Twenty20-Serie gegen Pakistan vier Wickets (4/33).